# Speciallæge
En speciallæge er en person der efter fuldført universitetsuddannelse til læge (medicinstudiet) og klinisk basisuddannelse (KBU), yderligere har gennemført en praktisk og teoretisk videreuddannelse i et af de 39 medicinske specialer godkendt af Sundhedsstyrelsen. Denne videreuddannelse har, afhængigt af speciale, en varighed på 5-6 år. Speciallæge er en beskyttet titel og kun personer der har gennemført førnævnte forløb samt efterfølgende opnået autorisation som speciallæge må benytte sig af betegnelsen.
En almindelig praktiserende læge er speciallæge i almen medicin.

## Praksis
Speciallæger kan både have sin egen praksis eller være ansat i sygehusvæsnet. Indenfor visse specialer er det mere almindeligt med egen praksis, fx oftalmologi (øjenlæger), dermatologer (hudlæger) mv. mens andre specialer stort set kun findes på sygehuse, fx de fleste intern medicinske specialer og kirurgiske specialer. Speciallæger på sygehuset har typisk titel af afdelingslæge eller overlæge. 

## Anerkendte medicinske specialer i Danmark
Følgende 39 lægelige specialer er officielt anerkendt af Sundhedsstyrelsen i Danmark:

### Akut-, almen- og samfundsmedicinske specialer
- Akutmedicin
- Almen medicin
- Arbejdsmedicin
- Samfundsmedicin
- Retsmedicin

### Kirurgiske specialer
- Kirurgi
- Karkirurgi
- Plastikkirurgi
- Thoraxkirurgi
- Urologi
- Ortopædisk kirurgi
- Neurokirurgi
- Gynækologi og obstetrik
- Oto-rhino-laryngologi
- Oftalmologi

### Intern medicin (med organspecialisering)
- Intern medicin: endokrinologi
- Intern medicin: gastroenterologi og hepatologi
- Intern medicin: geriatri
- Intern medicin: hæmatologi
- Intern medicin: infektionsmedicin
- Intern medicin: kardiologi
- Intern medicin: lungesygdomme
- Intern medicin: nefrologi
- Intern medicin: reumatologi

### Diagnostiske og laboratoriebaserede specialer
- Diagnostisk radiologi
- Klinisk biokemi
- Klinisk farmakologi
- Klinisk fysiologi og nuklearmedicin
- Klinisk genetik
- Klinisk immunologi
- Klinisk mikrobiologi
- Patologisk anatomi og cytologi

### Psykiatriske specialer
- Psykiatri
- Børne- og ungdomspsykiatri

### Onkologi og pædiatri
- Klinisk onkologi
- Pædiatri